# Гахово
Гахово — село в Медвенском районе Курской области России. Входит в состав Любачанского сельсовета.

## География
Село находится в центральной части области на речке Гахов Колодезь (левый приток реки Любач в бассейне Реута), в 46 км от российско-украинской границы, в 45 км к юго-западу от Курска, в 19 км к юго-западу от районного центра — посёлка городского типа Медвенка, в 11 км от центра сельсовета — села Верхний Реутец. Разделено прудом на 4 отдельных квартала.
Климат
Гахово, как и весь район, расположено в поясе умеренно континентального климата с тёплым летом и относительно тёплой зимой (Dfb в классификации Кёппена).
| Показатель                                                                     | Янв. | Фев. | Март | Апр. | Май  | Июнь | Июль | Авг. | Сен. | Окт. | Нояб. | Дек. | Год  |
| ------------------------------------------------------------------------------ | ---- | ---- | ---- | ---- | ---- | ---- | ---- | ---- | ---- | ---- | ----- | ---- | ---- |
| Средний суточный максимум, °C                                                  | −4   | −2,9 | 3,1  | 13   | 19,4 | 22,7 | 25,2 | 24,6 | 18,2 | 10,6 | 3,5   | −1,1 | 11,0 |
| Средняя температура, °C                                                        | −6   | −5,4 | −0,5 | 8,3  | 14,8 | 18,4 | 20,9 | 20   | 14   | 7,3  | 1,3   | −3   | 7,5  |
| Средний суточный минимум, °C                                                   | −8,5 | −8,5 | −4,6 | 2,8  | 9,2  | 13,1 | 15,8 | 14,9 | 9,8  | 4    | −1    | −5,2 | 3,5  |
| Норма осадков, мм                                                              | 51   | 44   | 49   | 50   | 63   | 68   | 73   | 54   | 56   | 56   | 47    | 50   | 661  |
| Источник: Погода по месяцам c ru.climate-data.org(дата обращения: Апрель 2022) |      |      |      |      |      |      |      |      |      |      |       |      |      |

Часовой пояс
Село Гахово, как и вся Курская область, находится в часовой зоне МСК (московское время). Смещение применяемого времени относительно UTC составляет +3:00.

## История
В Великую Отечественную войну 178 односельчан погибло, пропало без вести, умерло в плену. Был только один солдат, вернувшийся с войны без ран.
Освобожден от фашистских захватчиков в 1943 году. Село стояло на фронтовой линии Марица-Ольшанка-Лукашевка-Гахово

## Население
| 2002 | 2010 |
| ---- | ---- |
| 298  | ↘212 |

## Инфраструктура
Личное подсобное хозяйство. В селе 247 домов.

## Транспорт
Гахово находится в 22 км от автодороги федерального значения М2 «Крым» (часть европейского маршрута E 105), на автодорогe межмуниципального значения 38Н-185 (М-2 «Крым» — Гахово), в 31 км от ближайшего ж/д остановочного пункта 439 км (линия Льгов I — Курск).
В 94 км от аэропорта имени В. Г. Шухова (недалеко от Белгорода).

## Известные жители
Родился Павел Васильевич Харламов (25 июня 1924 — 16 марта 2001) — советский и украинский учёный в области механики. Член-корреспондент АН УССР (1965). Заслуженный деятель науки УССР (1983).